# Osservatorio di Montenero d'Idria
| 9674 Slovenija    | 23 agosto 1998    |
| 15071 Hallerstein | 24 gennaio 1999   |
| 19612 Noordung    | 17 luglio 1999    |
| 19633 Rusjan      | 13 settembre 1999 |
| (22108) 2000 PD   | 1 agosto 2000     |
| 66667 Kambič      | 8 ottobre 1999    |

L'osservatorio di Montenero d'Idria (in sloveno Observatorij Črni Vrh) è un osservatorio astronomico sloveno situato presso l'omonima località, alle coordinate 45°56′45.33″N 14°04′15.96″E a 726 m s.l.m. Il suo codice  MPC è 106 Crni Vrh.
L'attuale osservatorio fu edificato a partire dal 1985 dagli astrofili che già dal 1975 si ritrovavano regolarmente nella zona per via delle favorevoli condizioni osservative garantite dalla morfologia.
L'osservatorio è accreditato dal Minor Planet Center per la scoperta di 315 asteroidi effettuate tra il 1998 e il 2010.
Presso l'osservatorio sono state compiute anche numerose scoperte di supernovae, stelle variabili, lampi gamma e comete. In particolare per queste ultime l'IAU accredita Stanislav Matičič per C/2008 Q1 Matičič e Jan Vales per P/2010 H2 Vales.